# Grand Prix moto de Malaisie 1991
Le  Grand Prix moto de Malaisie 1991 est la dernière manche du championnat du monde de vitesse moto 1991. La compétition s'est déroulée du 27 au 29 septembre 1991 sur le circuit de Shah Alam. C'est la 1re édition du Grand Prix moto de Malaisie.

## Classement final 500 cm3
| Pos  | Pilote               | Constructeur | Temps/Écart     | Points |
| ---- | -------------------- | ------------ | --------------- | ------ |
| 1    | John Kocinski        | Yamaha       | 50 min 05 s 945 | 20     |
| 2    | Wayne Gardner        | Honda        | +6 s 145        | 17     |
| 3    | Mickael Doohan       | Honda        | +21 s 070       | 15     |
| 4    | Juan Garriga         | Yamaha       | +39 s 088       | 13     |
| 5    | Kevin Magee          | Yamaha       | +41 s 520       | 11     |
| 6    | Niall Mackenzie      | Yamaha       | +1 min 01 s 504 | 10     |
| 7    | Adrien Morillas      | Yamaha       | +1 min 25 s 351 | 9      |
| 8    | Didier de Radiguès   | Suzuki       | +1 min 25 s 912 | 8      |
| 9    | Marco Papa           | Honda        | +2 tours        | 7      |
| 10   | Cees Doorakkers      | Honda        | +2 tours        | 6      |
| 11   | Hans Becker          | Yamaha       | +2 tours        | 5      |
| 12   | Eddie Laycock        | Yamaha       | +2 tours        | 4      |
| 13   | Josef Doppler        | Yamaha       | +3 tours        | 3      |
| 14   | Nicholas Schmassman  | Honda        | +6 tours        | 2      |
| Abd. | Sito Pons            | Honda        | Abandon         |        |
| Abd. | Jean-Philippe Ruggia | Yamaha       | Abandon         |        |
| Abd. | Doug Chandler        | Yamaha       | Abandon         |        |

## Classement final 250 cm3
| Pos  | Pilote              | Constructeur | Temps/Écart     | Points |
| ---- | ------------------- | ------------ | --------------- | ------ |
| 1    | Luca Cadalora       | Honda        | 42 min 51 s 766 | 20     |
| 2    | Carlos Cardus       | Honda        | +0 s 074        | 17     |
| 3    | Helmut Bradl        | Honda        | +16 s 213       | 15     |
| 4    | Loris Reggiani      | Aprilia      | +21 s 058       | 13     |
| 5    | Martin Wimmer       | Suzuki       | +21 s 597       | 11     |
| 6    | Alex Criville       | JJ Cobas     | +21 s 772       | 10     |
| 7    | Alberto Puig        | Yamaha       | +54 s 146       | 9      |
| 8    | Pierfrancesco Chili | Aprilia      | +54 s 570       | 8      |
| 9    | Jean-Pierre Jeandat | Honda        | +1 min 01 s 297 | 7      |
| 10   | Katsuyoshi Kozono   | Honda        | +1 min 01 s 601 | 6      |
| 11   | Renzo Colleoni      | Aprilia      | +1 min 01 s 823 | 5      |
| 12   | Jochen Schmid       | Honda        | +1 min 03 s 441 | 4      |
| 13   | Bernard Haznggeli   | Aprilia      | +1 min 06 s 972 | 3      |
| 14   | Stefan Prein        | Honda        | +1 min 14 s 917 | 2      |
| 15   | Harald Eckl         | Aprilia      | +1 tour         | 1      |
| 16   | Corrado Catalano    | Honda        | +1 tour         |        |
| 17   | Ian Newton          | Aprilia      | +1 tour         |        |
| Abd. | Doriano Romboni     | Honda        | Abandon         |        |
| Abd. | Wilco Zeelenberg    | Honda        | Abandon         |        |
| Abd. | Masao Shimizu       | Honda        | Abandon         |        |
| Abd. | Paolo Casoli        | Yamaha       | Abandon         |        |
| Abd. | Urs Jucker          | Yamaha       | Abandon         |        |

## Classement final 125 cm3
| Pos  | Pilote             | Constructeur | Temps/Écart     | Points |
| ---- | ------------------ | ------------ | --------------- | ------ |
| 1    | Loris Capirossi    | Honda        | 41 min 00 s 464 | 20     |
| 2    | Kazuto Sakata      | Honda        | +0 s 897        | 17     |
| 3    | Noboiuki Wakai     | Honda        | +1 s 198        | 15     |
| 4    | Fausto Gresini     | Honda        | +7 s 377        | 13     |
| 5    | Gabriele Debbia    | Aprilia      | +9 s 446        | 11     |
| 6    | Adi Stadler        | JJ Cobas     | +14 s 311       | 10     |
| 7    | Noboru Ueda        | Honda        | +17 s 388       | 9      |
| 8    | Dirk Raudies       | Honda        | +17 s 925       | 8      |
| 9    | Koji Takada        | Honda        | +26 s 723       | 7      |
| 10   | Kinya Wada         | Honda        | +27 s 367       | 6      |
| 11   | Bruno Casanova     | Honda        | +27 s 378       | 5      |
| 12   | Hans Spaan         | Honda        | +27 s 388       | 4      |
| 13   | Maurizio Vitali    | Gazzaniga    | +28 s 516       | 3      |
| 14   | Arie Molenaar      | Honda        | +44 s 740       | 2      |
| 15   | Oliver Petrucciani | Aprilia      | +45 s 374       | 1      |
| 16   | Peter Galvin       | Honda        | +46 s 560       |        |
| 17   | Robin Appleyard    | Honda        | +1 min 03 s 206 |        |
| Abd. | Jorge Martinez     | Honda        | Abandon         |        |
| Abd. | Hisashi Unemoto    | Honda        | Abandon         |        |
| Abd. | Emilio Cuppini     | Honda        | Abandon         |        |
| Abd. | Serafino Foti      | Gazzaniga    | Abandon         |        |
| Abd. | Heinz Luthi        | Honda        | Abandon         |        |